# Рейнхольд Фолль
Рейнхольд Фолль (нім. Reinhold Voll; 17 лютого 1909 року, Берлін — 12 лютого 1989 року, Плохінген) — німецький лікар, який розробив на основі китайської акупунктури діагностичний метод електроакупунктури (який отримав назву метод Фолля), який вважається нині ненауковим.

## Біографія
Спочатку навчався на архітектурному відділенні Штутгардтской вищої технічної школи, однак після смерті батька в 1930 році вступив на медичний факультет Тюбінгенського університету . Після закінчення ВУЗу в 1935 році захистив дисертацію в Інституті тропічної медицини ім. Бернгарда Нохта (Гамбург, Німеччина). З 1935 по 1938 рік працював ординатором інституту спортивної медицини при Гамбурзькому університеті. З 1938 року займався питаннями профілактики захворювань у педіатрії та стоматології, вивчав східну медицину.
З 1953 року розробляв методи діагностики, засновані на використанні електричного впливу на традиційні точки китайської акупунктури. Спільно з інженером Фріцом Вернером створив перший серійний пристрій для подібних досліджень — «Diatherapuncteur».
У 1956 році Фолль разом зі своїми однодумцями створив «Суспільство електроакупунктури», яке через 5 років реорганізувалося і перетворилося в «Інтернаціональне суспільство електроакупунктури імені Фолля». З 1972 став почесним президентом цього товариства, активно пропагував створений ним метод діагностики.

## Нагороди
- 1966 — золота медаль папи Павла VI
- 1974 — медаль Гуфеланда (почесна нагорода НДР)
- 1979 — За заслуги перед Федеративною Республікою Німеччина